# Batalla de la Garona
La batalla del riu Garona es va lliurar al 732 entre un exèrcit omeia dirigit per Abd-ar-Rahman ibn Abd-Al·lah al-Ghafiqí, governador d'Al-Andalus, i les forces dels francs encapçalades per Odó el Gran, duc d'Aquitània.

## Antecendents
En l'inici del seu govern de l'Àndalus el 730, Abd-ar-Rahman ibn Abd-Al·lah al-Ghafiqí fou impugnat per Uthman ibn Naissa, el valí d'Arbuna (Narbona) i sabent de l'opressió que patien els amazics al nord d'Àfrica, va pactar una treva amb Odó el Gran, casant-se amb Lampada, la filla del duc.
Gedhi ibn Zeyan fou enviat per Abd-ar-Rahman a capturar a Uthman ibn Naissa, que després d'assetjar Llívia, d'on va escapar, fou mort a les muntanyes de la Cerdanya, i la seva muller enviada a l'harem del califa a Damasc.
Abd-ar-Rahman va arreplegar les tropes a Pamplona i travessar els Pirineus per Roncesvalls, i avançant amb gran velocitat va arribar a Bordeus, que va ser presa a l'assalt i el comandant de la guarnició de la mort en la batalla. Les tropes d'Odó es van retirar cap al nord seguint el curs de la Garona però foren encalçades.

## Batalla
En seu avanç cap al nord, després de la victòria a la batalla de Bordeus, les tropes d'Abd-ar-Rahman ibn Abd-Al·lah al-Ghafiqí, amb un gruix de 65.000 a 70.000 homes s'enfrontaren a les d'Odó el Gran sobre el riu Garona o al riu Dordonya. Els francs foren derrotats àmpliament i la majoria de les seves forces eliminades. La matança de cristians al riu Garona va ser terrible.
| «                   | solus Deus numerum morientium vel pereuntium recognoscat (només Déu coneix el nombre de morts) | » |
| — Isidorus Pacensis |                                                                                                |   |

| « | Els fidels travessaren les muntanyes, arrassen el terreny dur i el pla, saquejen ben endins el país dels francs i ho desferen tot amb l'espasa, de manera que n'Eudo feu batalla amb ells al riu Garona i fugí | » |

## Conseqüències
Després de la victòria, els musulmans van saquejar els rics monestirs del nord d'Aquitània abans de reprendre la seva marxa cap al nord. Entretant, encapçalats per Odó el Gran, les restes dels aquitans es van unir als francs. Els exèrcits àrabs foren derrotats per les forces dirigida per Carles Martell a la batalla de Tours el 10 d'octubre del 732.